# Fryburg Bryzgowijski
Fryburg Bryzgowijski (niem. Freiburg im Breisgau, alem. Friburg, fr. Fribourg-en-Brisgau) – miasto na prawach powiatu w południowo-zachodniej części Niemiec, w kraju związkowym Badenia-Wirtembergia, siedziba rejencji Fryburg, regionu Südlicher Oberrhein oraz powiatu Breisgau-Hochschwarzwald.
Fryburg Bryzgowijski leży częściowo u podnóży zachodniej flanki Schwarzwaldu, nad rzeką Dreisam (dopływ Renu), w pobliżu granicy z Francją i Szwajcarią. Miasto liczy 233 140 mieszkańców (31 grudnia 2022) i utrzymuje tendencję wzrostową. Fryburg jest czwartą co do wielkości konglomeracją miejską Badenii-Wirtembergii, w skali całego kraju zajmuje pozycję 33. Jest głównym miastem historycznego regionu Bryzgowii. Posiada dobrze rozwinięty przemysł drzewny, papierniczy, chemiczny, metalowy, elektrotechniczny oraz spożywczy. Ośrodek turystyczny, centrum handlowe regionu, ośrodek kulturalno-naukowy, siedziba placówek badawczych, uczelni, w tym założonego w 1457 Uniwersytetu Albrechta i Ludwika.

## Położenie geograficzne
Współrzędne określające położenie geograficzne leżącego w centrum miasta dworca kolejowego Freiburg (Breisgau) Hauptbahnhof to: φ 47°59′47.958″ i λ 7°50′25.325″E. Administracyjny obszar Fryburga rozciąga się, postępując od północy, w przybliżeniu między φ 48°02′N, λ 7°54′E, φ 47°54′N i λ 7°41′E. Linia przechodzącego przez centrum Fryburga równoleżnika 48° szerokości geograficznej zaznaczona jest w kilku miejscach miasta na chodniku barwną mozaiką.
Obszar objęty granicami administracyjnymi miasta rozciąga się na kilku zróżnicowanych geomorfologicznie terenach. Na południowym zachodzie (dzielnica Munzingen) dosięga Niziny Górnoreńskiej, na zachodzie opiera się o przedgórzowy masyw Tunibergu (312 m), by na północnym zachodzie (dzielnica Waltershofen) osiągnąć najniższą wysokość n.p.m. 196 m. Dalej na północy leży północne ujście niecki Freiburger Bucht, obniżenia terenu między strefą przedgórzy (Vorbergzone) a wzniesieniami zachodniej flanki właściwego Schwarzwaldu. W tej niecce leży największa część Fryburga, w tym Stare Miasto (Altstadt), reprezentacyjne dzielnice mieszkaniowe (m.in. Herdern, Wiehre), nowsze (XX-wieczne) dzielnice (m.in. Mooswald, Landwasser) i inne starsze miejscowości, przyłączone administracyjnie do Fryburga (m.in. St. Georgen, Haslach, Lehen). Wschodnie granice miasta wyznaczają wzniesienia zachodniej flanki Schwarzwaldu: na północy są to należące do Schwarzwaldu Środkowego (Mittlerer Schwarzwald) Schloßberg (456 m), Roßkopf (736 m) i Hornbühl (727 m), a na południu należący do Schwarzwaldu Południowego (Südschwarzwald) masyw Schauinslandu (1284 m) – najwyższego wzniesienia w obrębie Fryburga. Różnica wysokości pomiędzy najniższym a najwyższym punktem w obrębie miasta wynosi więc ponad 1000 metrów. Ponadto położenie Schauinslandu wewnątrz granic Fryburga pozwala głównie tekstom o przeznaczeniu turystycznym na określanie Fryburga jako „najwyżej położonego miasta Niemiec” (Deutschlands höchstgelegene Großstadt). Między zboczami Roßkopfu na północy a Bleichendobelkopfu (649 m) na południu leży wąski przesmyk doliny rzeki Dreisam (Dreisamtal), łączący Freiburger Becken z rozległą kotliną Zartener Becken.

## Warunki naturalne

### Klimat
| Miesiąc                                                        | Sty   | Lut   | Mar   | Kwi  | Maj   | Cze  | Lip  | Sie  | Wrz  | Paź  | Lis   | Gru   | Roczna |
| -------------------------------------------------------------- | ----- | ----- | ----- | ---- | ----- | ---- | ---- | ---- | ---- | ---- | ----- | ----- | ------ |
| Rekordy maksymalnej temperatury [°C]                           | 18,8  | 21,9  | 25,7  | 29,2 | 33,7  | 36,5 | 38,3 | 40,2 | 32,7 | 30,8 | 23,2  | 21,7  | 40,2   |
| Średnie temperatury w dzień [°C]                               | 5,4   | 7,1   | 11,9  | 16,0 | 20,4  | 23,7 | 26,0 | 25,7 | 21,2 | 15,8 | 9,6   | 6,5   | 15,8   |
| Średnie dobowe temperatury [°C]                                | 2,5   | 3,5   | 7,5   | 10,9 | 15,2  | 18,5 | 20,7 | 20,4 | 16,3 | 11,7 | 6,5   | 3,6   | 11,4   |
| Średnie temperatury w nocy [°C]                                | -0,5  | 0,0   | 3,0   | 5,7  | 10,0  | 13,3 | 15,3 | 15,0 | 11,4 | 7,6  | 3,3   | 0,7   | 7,1    |
| Rekordy minimalnej temperatury [°C]                            | -17,0 | -16,6 | -10,8 | -5,2 | -0,3  | 3,4  | 5,3  | 4,5  | 0,6  | -5,9 | -10,4 | -19,9 | −19,9  |
| Opady [mm]                                                     | 51,3  | 49,9  | 58,7  | 73,4 | 106,3 | 95,6 | 97,9 | 82,7 | 81,4 | 82,5 | 69,1  | 71,6  | 920,4  |
| Źródło: Weather and climate in Freiburg im Breisgau 2020-07-14 |       |       |       |      |       |      |      |      |      |      |       |       |        |

## Historia

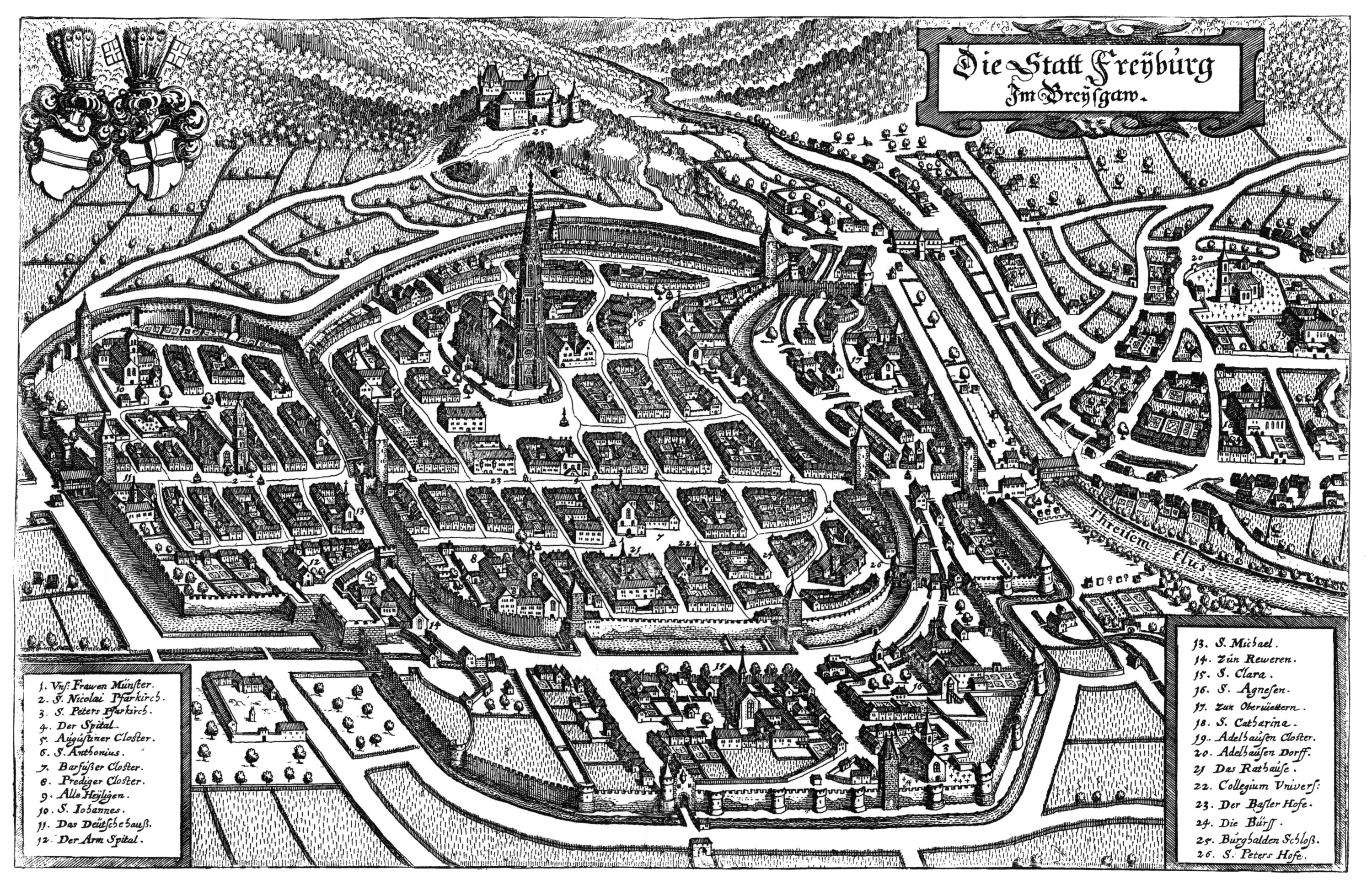
Fryburg w XVII wieku

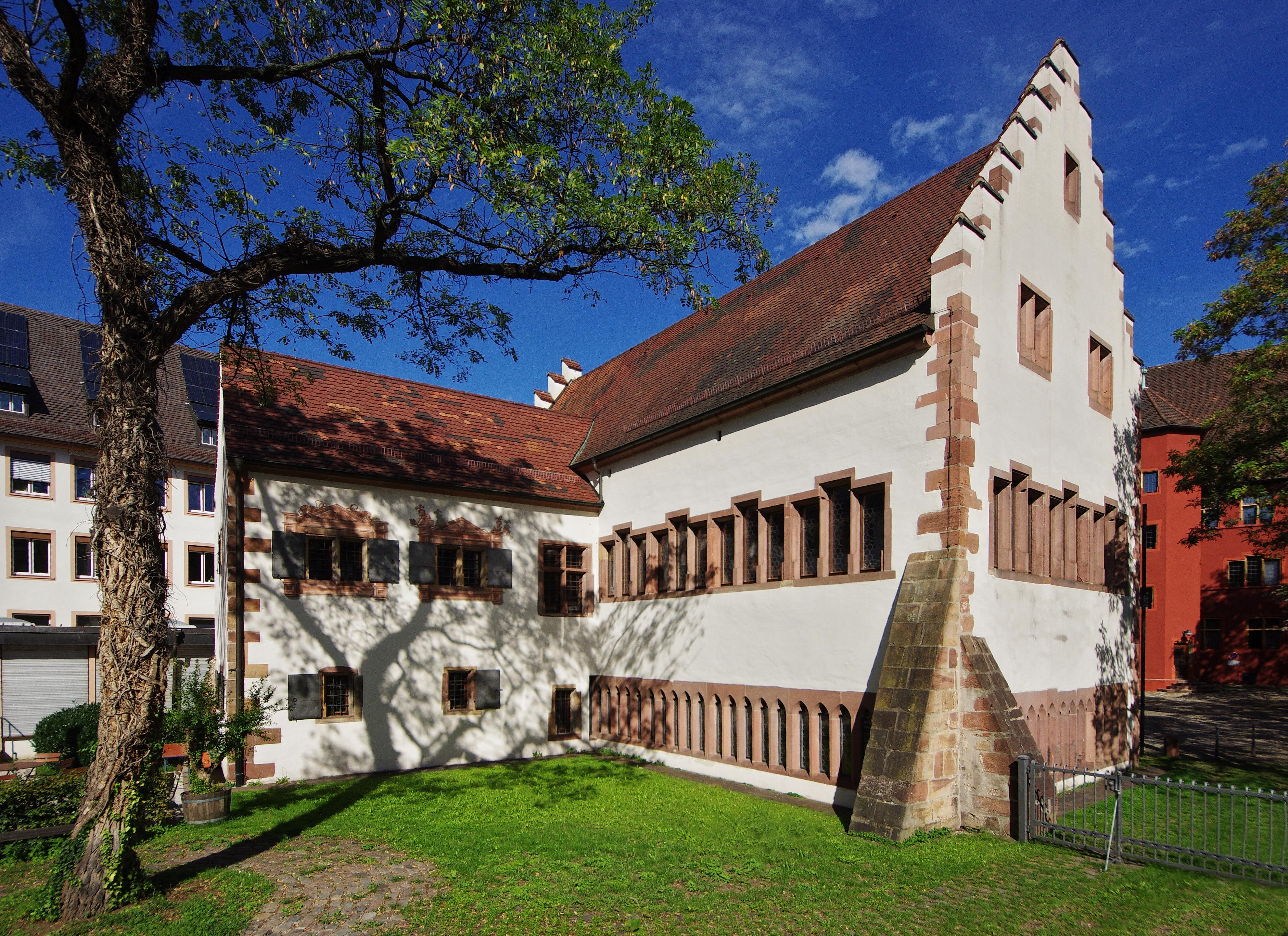
Gerichtslaube – pierwszy ratusz

Miasto zostało założone przez książąt Zähringen w 1120 roku. W roku 1200 rozpoczęto budowę katedry. W roku 1303 pojawiła się pierwsza wzmianka o najstarszym fryburskim ratuszu Gerichtslaube. W roku 1368 mieszkańcy Fryburga za cenę 15 tysięcy marek kupili ochronę przez dom Habsburgów. W 1415 w mieście schronił się antypapież Jan XXIII. W roku 1457 Albrecht VI Habsburg (zwany Rozrzutnym) założył uniwersytet. Od 28 września 1497 roku do 4 września 1498 odbywał się we Fryburgu Reichstag. W trakcie wojny trzydziestoletniej miasto było wielokrotnie zdobywane i niszczone. W 1632 Fryburg zajęli Szwedzi, w 1633 Hiszpanie, w 1634 ponownie Szwedzi, a w 1638 Francuzi. W 1644 została stoczona tu krwawa bitwa pomiędzy Francją a Bawarią. W roku 1677 wojska francuskie podbiły miasto i zamieniły w fortecę. W latach 1679–1697 Fryburg znajdował się pod panowaniem Francji, następnie od roku 1698 we władaniu austriackim. Francuzi zdobywali Fryburg ponownie w 1713, 1744 i 1796, jednakże zwracali miasto Austrii po traktatach pokojowych w 1714 i 1745, natomiast w 1796 stracili je po kontrofensywie austriackiej. W 1805 decyzją Napoleona Bonaparte Fryburg został stolicą Bryzgowii i przyłączony do Wielkiego Księstwa Badenii. W roku 1821 Fryburg został siedzibą Archidiecezji fryburskiej. W latach 1848 i 1849 był ośrodkiem rewolucji, a miasto okupowały wojska pruskie. W 1871 miasto znalazło się w granicach Niemiec. W roku 1944 miasto ucierpiało znacznie podczas nalotu bombowego. Została zniszczona cała starówka. Ostała się tylko katedra – punkt orientacyjny miasta.
Od 1945 do 1947 r. Fryburg był stolicą Badenii Południowej, a później (do 1952) landu Badenii. W roku 1970 miasto obchodziło 750-lecie istnienia. Wyremontowano stary spichlerz i oddano po remoncie Fischbrunnen. W roku 1978 do użytku oddano nowy budynek biblioteki uniwersyteckiej. W roku 1984 zakończono budowę państwowej szkoły muzycznej. W roku 1986 odbyła się w mieście wystawa ogrodnicza (Landesgartenschau). W roku 1990 oddano do użytku nowy budynek Landratsamtu. W roku 1996 działać zaczął Konzerthaus w nowym budynku.

## Demografia
Zmiany populacji miasta od 1385 do 2013 roku:

## Podział administracyjny
Fryburg Bryzgowijski jako miasto na prawach powiatu (Stadtkreis) podzielone jest na 6 części (Stadtbereiche), na niższym poziomie składając się z 28 dzielnic (Stadtteile), które z kolei podzielone są na 42 dystrykty miejskie (Stadtbezirke), pozwalające na niższy podział dla celów statystycznych i wyborczych – na 164 dystrykty statystyczne (statistische Bezirke). Każdej z tych jednostek przypisany jest numer pozwalający na jej identyfikację i składa się z następujących części:
1 . . . część miasta → np. Mitte
11 . . dzielnica → np. Altstadt
111. dystrykt miejski → Altstadt-Ring

1115 dystrykt statystyczny → Bugginger Straße
Niższe jednostki tego podziału są zazwyczaj przed znaczącymi wyborami (np. w skali krajów związkowych) na nowo rozpatrywane i ich granice bywają na nowo wytyczane, aby zapewnić równomierne obciążenie lokali wyborczych. Aktualny podział wg klucza nazw ulic publikowany jest regularnie jako Straßenverzeichnis przez Amt für Bürgerservice und Informationsmanagement (Stadt Freiburg im Breisgau). Ponadto w celach urbanistycznego planowania przestrzeni i zarządzania nią ustanowiono jako najniższą jednostkę podziału – kwartały (Baublöcke). Np. fryburska katedra Najświętszej Marii Panny ma następujące oznaczenie:
część miasta: Mitte (1) / dzielnica: Altstadt (11) / dystrykt miejski: Altstadt-Mitte (111) / dystrykt statystyczny” 1111 / kwartał: 3.
Dzielnice: Ebnet, Hochdorf, Kappel, Lehen, Munzingen, Opfingen, Tiengen i Waltershofen przyłączono do Fryburga w wyniku administracyjnej reformy powiatowej (Kreisreform) od 1 stycznia 1973 r.; zachowały one samodzielny status z lokalnie wybieraną radą (Ortschaftsrat) i jej przewodniczącym (Ortsvorsteher). Na mapie powyżej zaznaczone są kolorem zielonym.
Dzielnicę Vauban wprowadzono jako dzielnicę Fryburga od 1 stycznia 2008 r. Na mapie obok zaznaczona jest kolorem czerwonym.

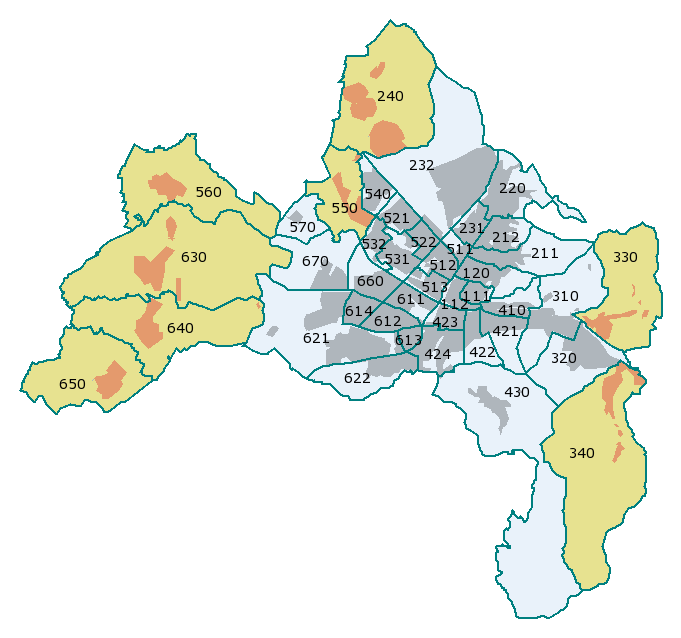
Administracyjny podział Fryburga Bryzgowijskiego na dzielnice, stan sprzed 2006 r., bez dzielnicy Vauban

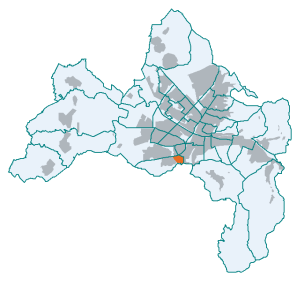
Dzielnica Vauban

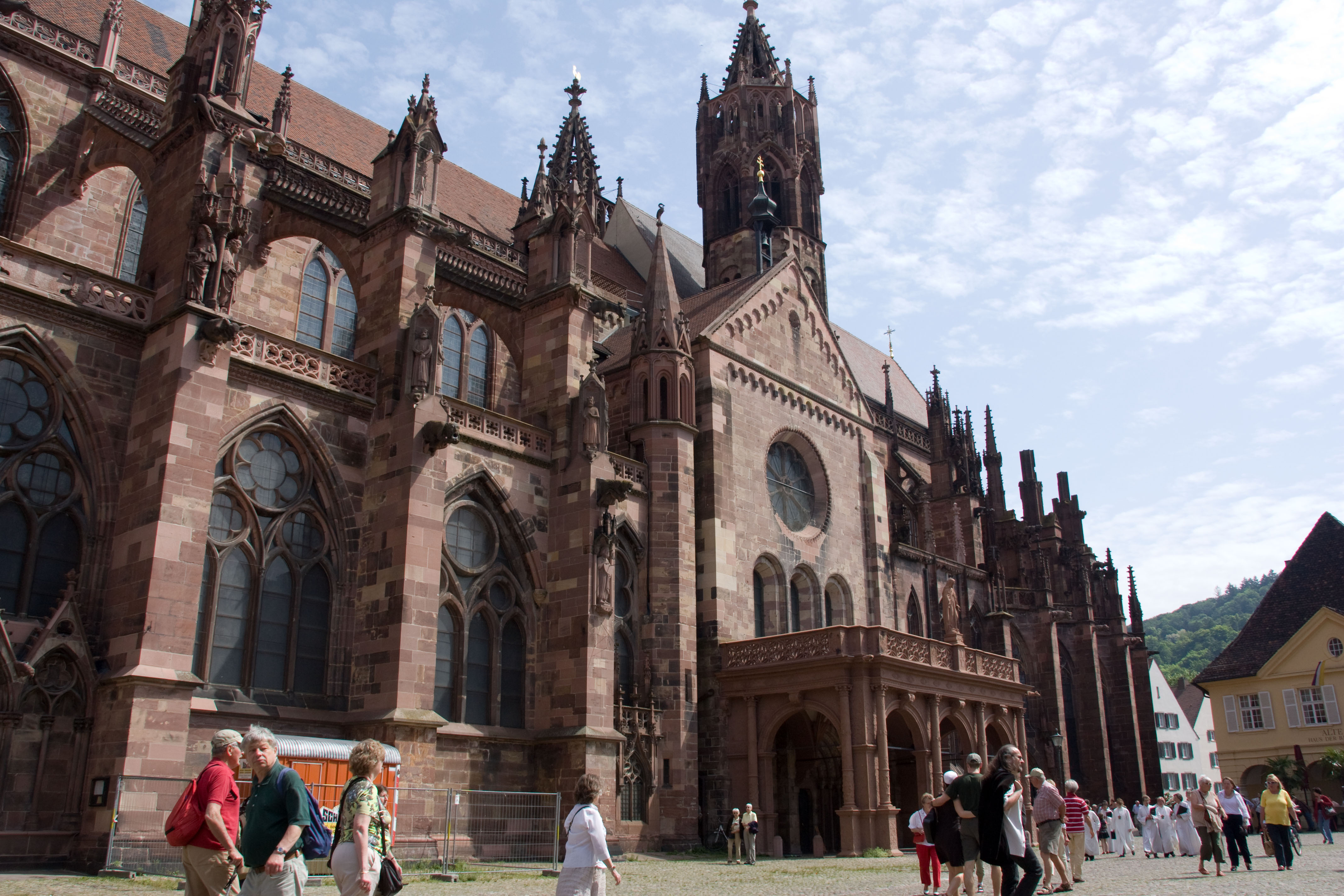
Katedra Najświętszej Marii Panny

Aktualny (2022) podział administracyjny Fryburga jest następujący:

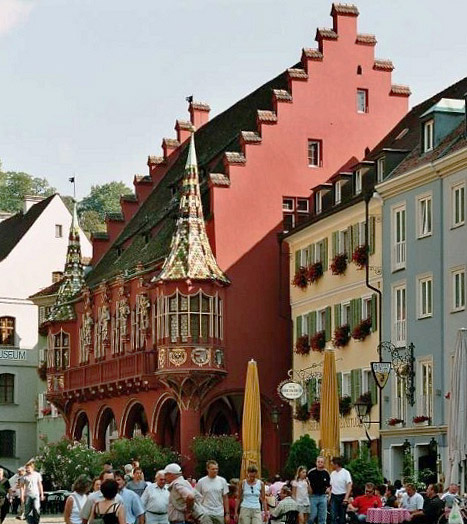
Historyczny dom towarowy

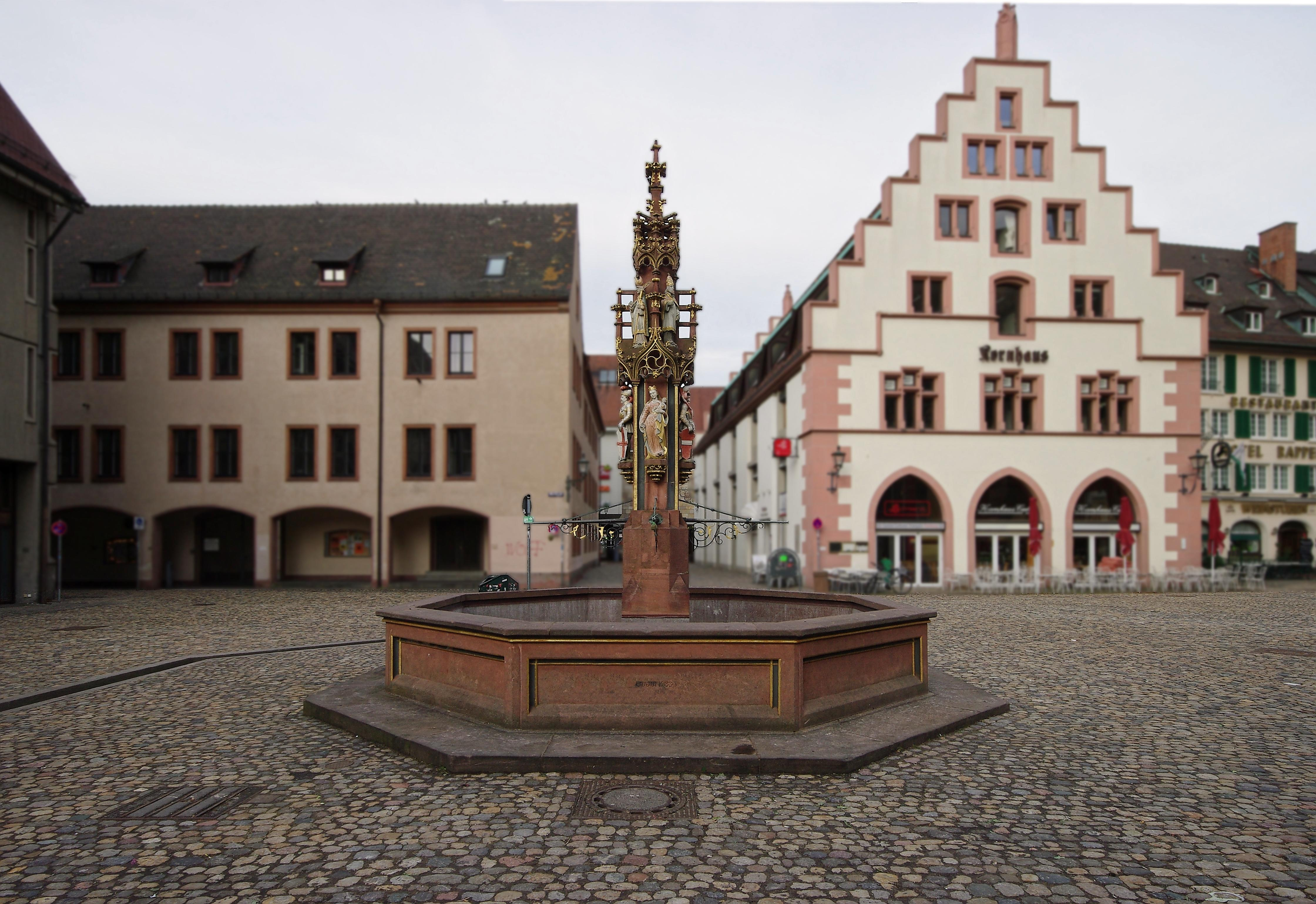
Spichlerz i fontanna

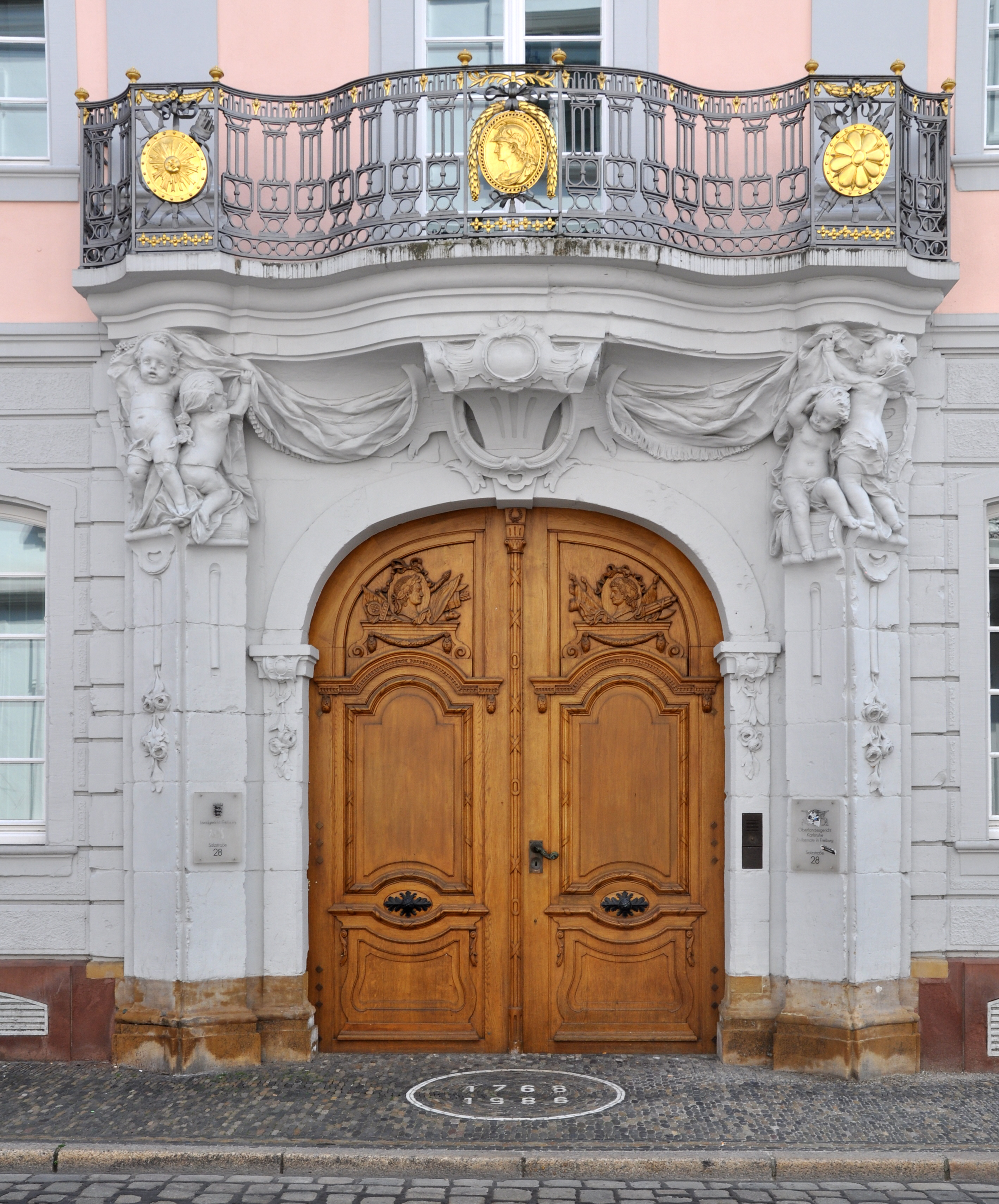
Deutschordenskommende

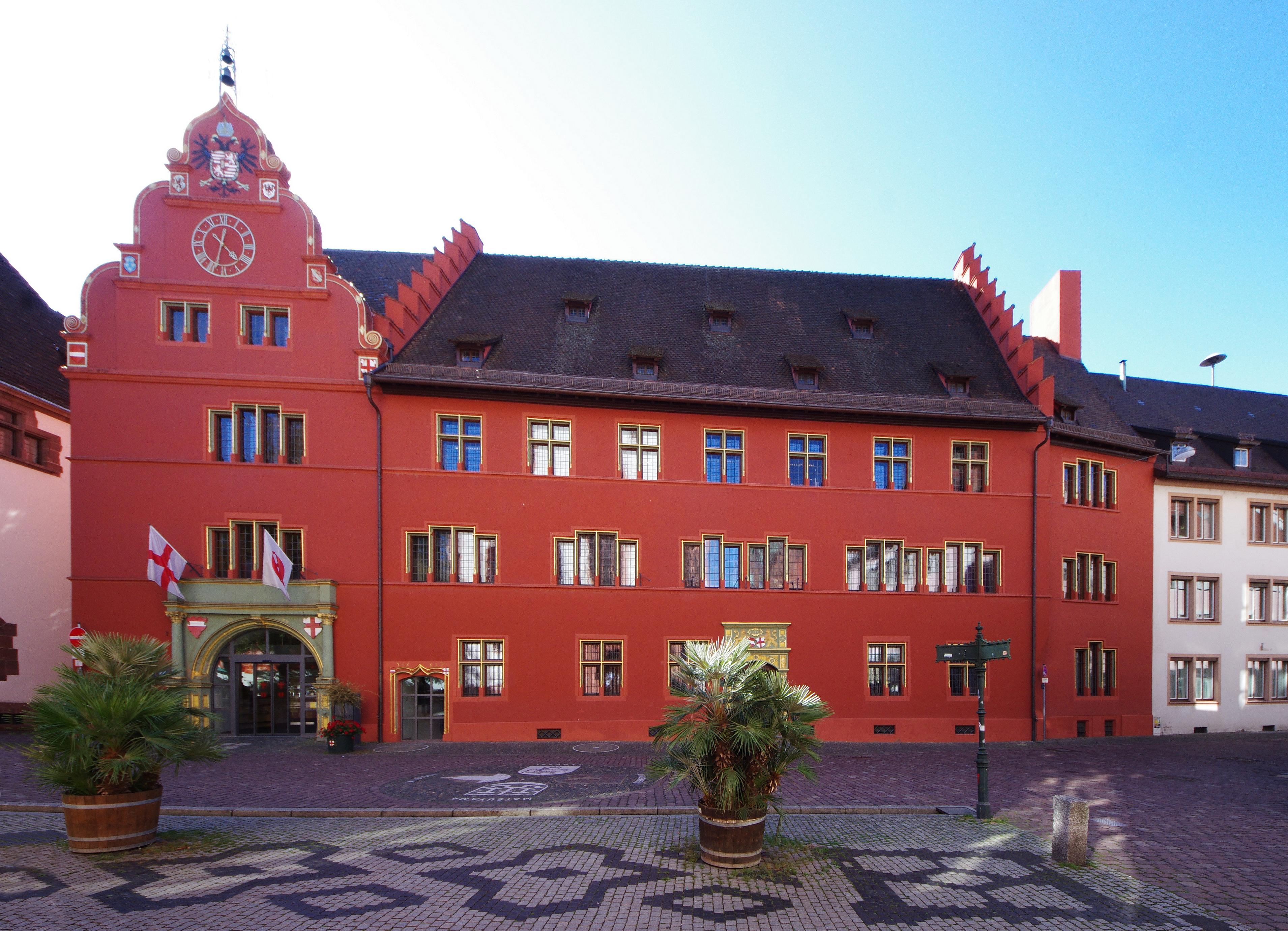
Stary ratusz

| Część miasta (Stadtbereich) | Część miasta (Stadtbereich) | Dzielnica (Stadteil) | Dzielnica (Stadteil) | Dystrykt miejski (Stadtbezirk) | Dystrykt miejski (Stadtbezirk) |
| 1                           | Mitte                       | 11                   | Altstadt             | 111                            | Altstadt-Mitte                 |
| 1                           | Mitte                       | 11                   | Altstadt             | 112                            | Altstadt-Ring                  |
| 1                           | Mitte                       | 12                   | Neuburg              | 120                            | Neuburg                        |
| 2                           | Nord                        | 21                   | Herdern              | 211                            | Herdern-Süd                    |
| 2                           | Nord                        | 21                   | Herdern              | 212                            | Herdern-Nord                   |
| 2                           | Nord                        | 22                   | Zähringen            | 220                            | Zähringen                      |
| 2                           | Nord                        | 23                   | Brühl                | 231                            | Brühl-Güterbahnhof             |
| 2                           | Nord                        | 23                   | Brühl                | 232                            | Brühl-Industriegebiet          |
| 2                           | Nord                        | 24                   | Hochdorf             | 240                            | Hochdorf                       |
| 3                           | Ost                         | 31                   | Waldsee              | 310                            | Waldsee                        |
| 3                           | Ost                         | 32                   | Littenweiler         | 320                            | Littenweiler                   |
| 3                           | Ost                         | 33                   | Ebnet                | 330                            | Ebnet                          |
| 3                           | Ost                         | 34                   | Kappel               | 340                            | Kappel                         |
| 4                           | Süd                         | 41                   | Oberau               | 410                            | Oberau                         |
| 4                           | Süd                         | 42                   | Wiehre               | 421                            | Oberwiehre                     |
| 4                           | Süd                         | 42                   | Wiehre               | 422                            | Mittelwiehre                   |
| 4                           | Süd                         | 42                   | Wiehre               | 423                            | Unterwiehre-Nord               |
| 4                           | Süd                         | 42                   | Wiehre               | 424                            | Unterwiehre-Süd                |
| 4                           | Süd                         | 43                   | Günterstal           | 430                            | Günterstal                     |
| 5                           | West                        | 51                   | Stühlinger           | 511                            | Stühlinger-Beurbarung          |
| 5                           | West                        | 51                   | Stühlinger           | 512                            | Stühlinger-Eschholz            |
| 5                           | West                        | 51                   | Stühlinger           | 513                            | Alt-Stühlinger                 |
| 5                           | West                        | 52                   | Mooswald             | 521                            | Mooswald-West                  |
| 5                           | West                        | 52                   | Mooswald             | 522                            | Mooswald-Ost                   |
| 5                           | West                        | 53                   | Betzenhausen         | 531                            | Betzenhausen-Bischofslinde     |
| 5                           | West                        | 53                   | Betzenhausen         | 532                            | Alt-Betzenhausen               |
| 5                           | West                        | 54                   | Landwasser           | 540                            | Landwasser                     |
| 5                           | West                        | 55                   | Lehen                | 550                            | Lehen                          |
| 5                           | West                        | 56                   | Waltershofen         | 560                            | Waltershofen                   |
| 5                           | West                        | 57                   | Mundenhof            | 570                            | Mundenhof                      |
| 6                           | Südwest                     | 61                   | Haslach              | 611                            | Haslach-Egerten                |
| 6                           | Südwest                     | 61                   | Haslach              | 612                            | Haslach-Gartenstadt            |
| 6                           | Südwest                     | 61                   | Haslach              | 613                            | Haslach-Schildacker            |
| 6                           | Südwest                     | 61                   | Haslach              | 614                            | Haslach-Haid                   |
| 6                           | Südwest                     | 62                   | St. Georgen          | 621                            | St. Georgen-Nord               |
| 6                           | Südwest                     | 62                   | St. Georgen          | 622                            | St. Georgen-Süd                |
| 6                           | Südwest                     | 63                   | Opfingen             | 630                            | Opfingen                       |
| 6                           | Südwest                     | 64                   | Tiengen              | 640                            | Tiengen                        |
| 6                           | Südwest                     | 65                   | Munzingen            | 650                            | Munzingen                      |
| 6                           | Südwest                     | 66                   | Weingarten           | 660                            | Weingarten                     |
| 6                           | Südwest                     | 67                   | Rieselfeld           | 670                            | Rieselfeld                     |
| 6                           | Südwest                     | 68                   | Vauban               | 680                            | Vauban                         |

## Zabytki i architektura
Głównym zabytkiem miasta jest katedra Najświętszej Marii Panny (Unserer Lieben Frau) z początku XIII wieku, uznawana za arcydzieło budownictwa gotyckiego, z romańskim transeptem, wieżą (116 m) z kamiennym, ośmiobocznym, maswerkowym (całkowicie ażurowym) hełmem. Jest to trójnawowa bazylika z wieńcem kaplic; wewnątrz znajdują się liczne rzeźby oraz ołtarz będący dziełem Hansa Baldunga. Relatywnie nową, lecz unikatową, budowlą jest konsekrowany w 2004 roku Kościół Dwóch Wyznań (protestancko-katolicki) wykonany przy zachowaniu wysokich standardów energetycznych z prefabrykatów betonowych. Surowa estetyka bryły budowli spowodowała, że kościół nazywany był bunkrem bożym.
Na uwagę zasługują też:
- gotyckie kościoły
  - św. Marcina (St. Martin) – dawny kościół klasztorny, dziś kościół parafialny. Zniszczony w 1944, częściowo odbudowany do 1953 roku przy użyciu żelbetu[23] .
  - św. Michała (St. Michael)
- domy i pałace z XVI i XVII
  - historyczny dom towarowy (Historisches Kaufhaus(inne języki)) – renesansowy budynek z 1532 roku. Ma bogatą, częściowo pozłacaną fasadę z kolorowymi cegłami i arkadami. Dziedziniec wewnętrzny i sala balowa służą m.in. organizowaniu koncertów[23] .
  - Spichlerz na placu Katedralnym (niem. Kornhaus am Münsterplatzes(inne języki)) – zbudowany w XV wieku. W 1944 roku znacznie zbombardowany i zniszczony. Odbudowany w 1970 roku i przystosowany do czasów współczesnych[23] .
  - Muzeum miejskie (niem. Museum für Stadtgeschichte(inne języki)) – budynek z 1761 roku zbudowany przez rzeźbiarza Johanna Wentzingera(inne języki) jako dom i atelier[23] .
  - Haus zum Goldenen Stauf – jeden z najcenniejszych budynków Fryburga, zbudowany w 1579 roku dla biskupa pomocniczego w Bazylei[23] .
  - karczma Zum roten Bären(inne języki) – najstarsza karczma (lub jedna z najstarszych) w Niemczech, wymieniana od 1311 roku. Mieści się w budynku pochodzącym z początków miasta przy placu Oberlinden niedaleko Schwabentor[23] .
  - Haus zum Walfisch(inne języki) – to późnogotycka kamienica mieszczańska na starym mieście z 1516 roku. W latach 1529–1531 mieszkał tam Erazm z Rotterdamu[23] .
  - wczesnoneoklasyczny pałac Sickingen (Palais Sickingen(inne języki) ) z 1772 roku – zniszczony podczas nalotów w 1944 roku, w latach 80. XX wieku zrekonstruowany[23] ,
  - Deutschordenskommende(inne języki) – podobnie jak pałac Sickingen zniszczony w czasie wojny, pieczołowicie zrekonstruowany i oddany do użytku w 1986 roku[23] .
- średniowieczne bramy miejskie:
  - Martinstor – wieża obronna, pozostałość murów miejskich z XIII wieku. W okolicy wieży wiele budynków z początku XX wieku[23] .
  - Schwabentor – pozostałość murów miejskich, od XVII wieku zdobi ją rysunek kupca ze Szwabii. W XX wieku przejazd pod wieżą został podwyższony, by mogły tamtędy przejeżdżać tramwaje[23] .
- Fischbrunnen na placu Katedralnym (niem. Fischbrunnen im Breisgau(inne języki)) – najstarsza fontanna we Fryburgu z 1483 roku. Jest kopią fontanny z Bazylei autorstwa mistrza Hausa[23] .
- Rynek – w miejscu dzisiejszego rynku w średniowieczu grzebano ludzi. Do roku 1785 plac otoczony był murem[23] .
- Stary ratusz (Altes Rathaus) – postawiony w 1559 roku tuż przy nowym ratuszu.
- pomnik Bertholda Schwarza – wzniesiony w 1853 roku na placu Ratuszowym[23] .
- neoromańsko-neogotycki kościół Najświętszego Serca Pana Jezusa z lat 1892–1896, z dwiema 65-metrowymi wieżami.

## Transport

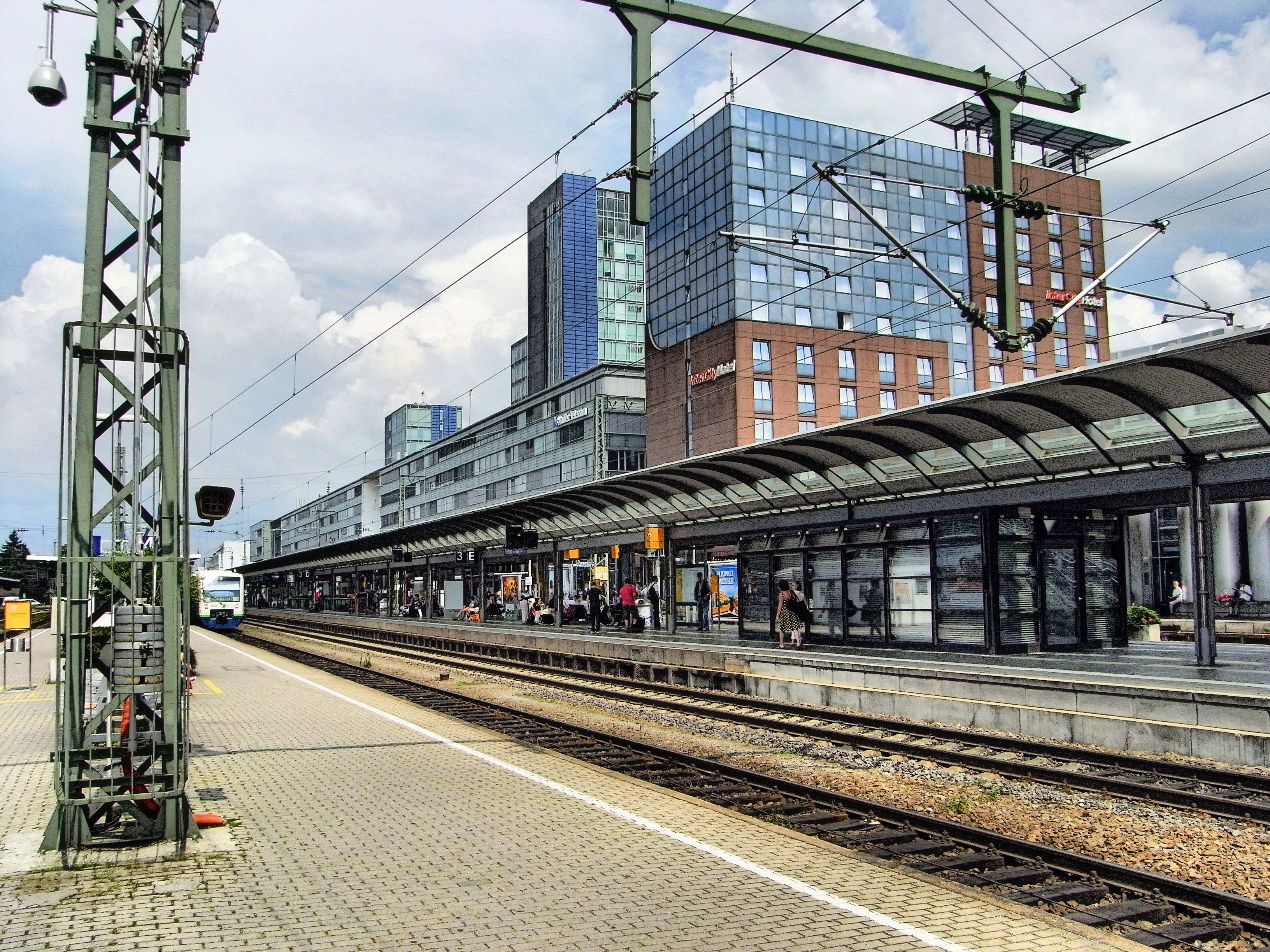
Freiburg Hauptbahnhof

W mieście znajduje się stacja kolejowa Freiburg Hauptbahnhof oraz działa sieć tramwajowa. W pobliżu miasta funkcjonuje niewielkie lotnisko Fryburg Bryzgowijski, jednak obsługa transportu lotniczego miasta i rejencji obywa się poprzez położony na pograniczu francusko-szwajcarskim port lotniczy EuroAirport Bazylea-Miluza-Fryburg.

## Kultura i nauka

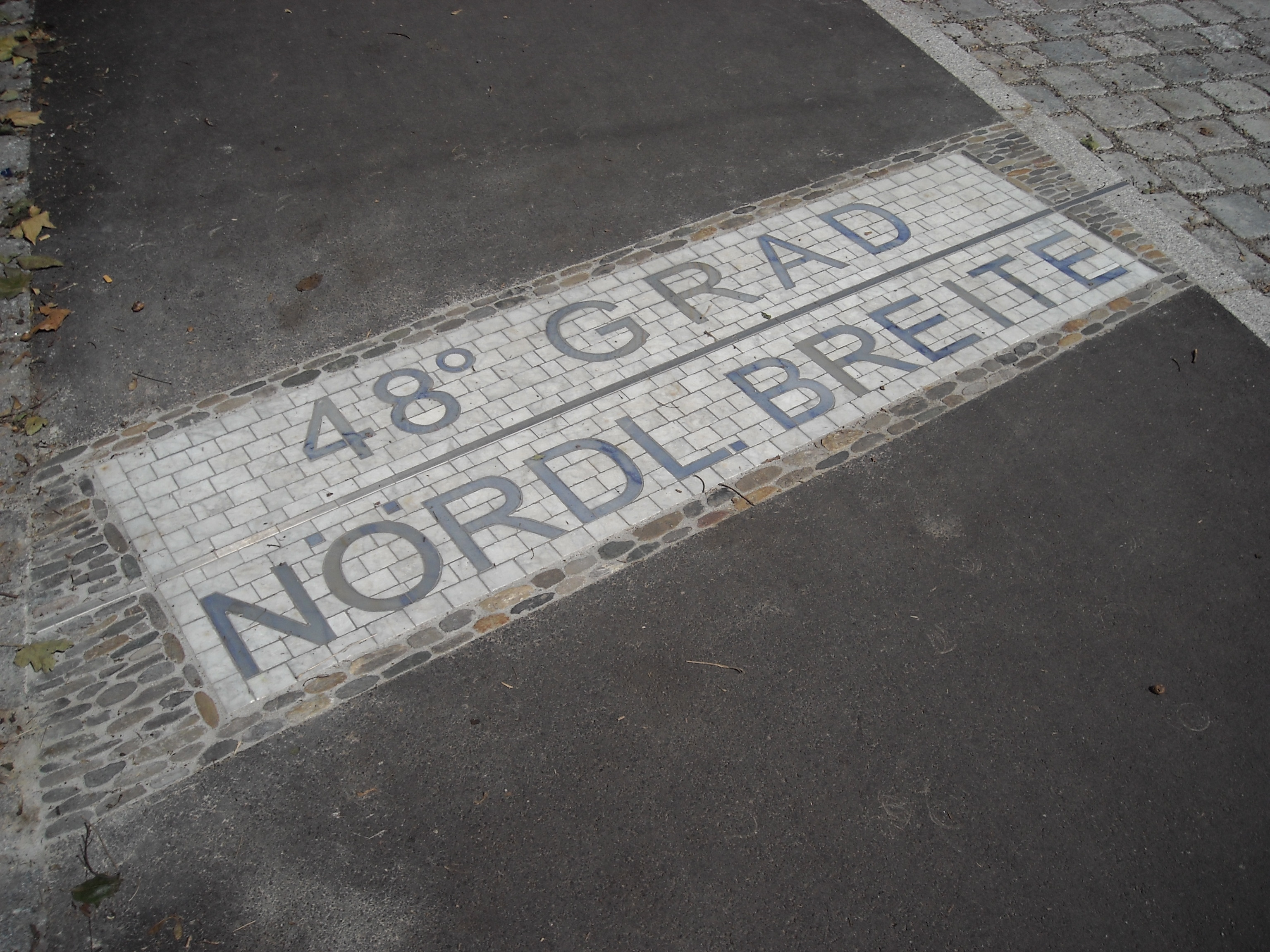
Linia 48° równoleżnika na chodniku ulicy Habsburgerstraße

W mieście działa kilka uczelni, w tym Uniwersytet Albrechta i Ludwika we Fryburgu, założony w 1457 roku . We Fryburgu jest teatr miejski z dużą sceną na 900 widzów, oraz małą na 260 osób . W mieście istnieje również Konzerthaus otwarty w 1996 roku . W budynku dawnej Adelhauser Schule mieści się obecnie Muzeum Sztuki Współczesnej (Museum für Neue Kunst) wystawiające swoje eksponaty na powierzchni 800 metrów kwadratowych . W innej części dawnego klasztoru czynne jest muzeum etnologii (Museum für Völkerkunde) . Również w dawnych murach klasztornych mieści się gotyckie muzeum klasztorne prezentujące od średniowiecznej do barokowej sztukę regionu Górnego Renu, z pracami malarzy badeńskich. Przy Augustinerplatz swoją siedzibę ma Museum Natur und Mensch. W willi Colombischlössle znajduje się muzeum archeologiczne . Obejrzeć można eksponaty z czasów celtyckich i rzymskich, szczególnie rzemiosło i życie codzienne. W dawnym kościele klasztornym Augustianów znajdują się zbiory haftów, gobelinów i pism liturgicznych . W Muzeum Historii Miasta (Museum für Stadtgeschichte (Fryburg Bryzgowijski)|Museum für Stadtgeschichte) znaleźć można wszystko co związane jest z historią miasta . Od 1989 r. w mieście działa Towarzystwo Friederike Kempner.

## Sport
- SC Freiburg – klub piłkarski

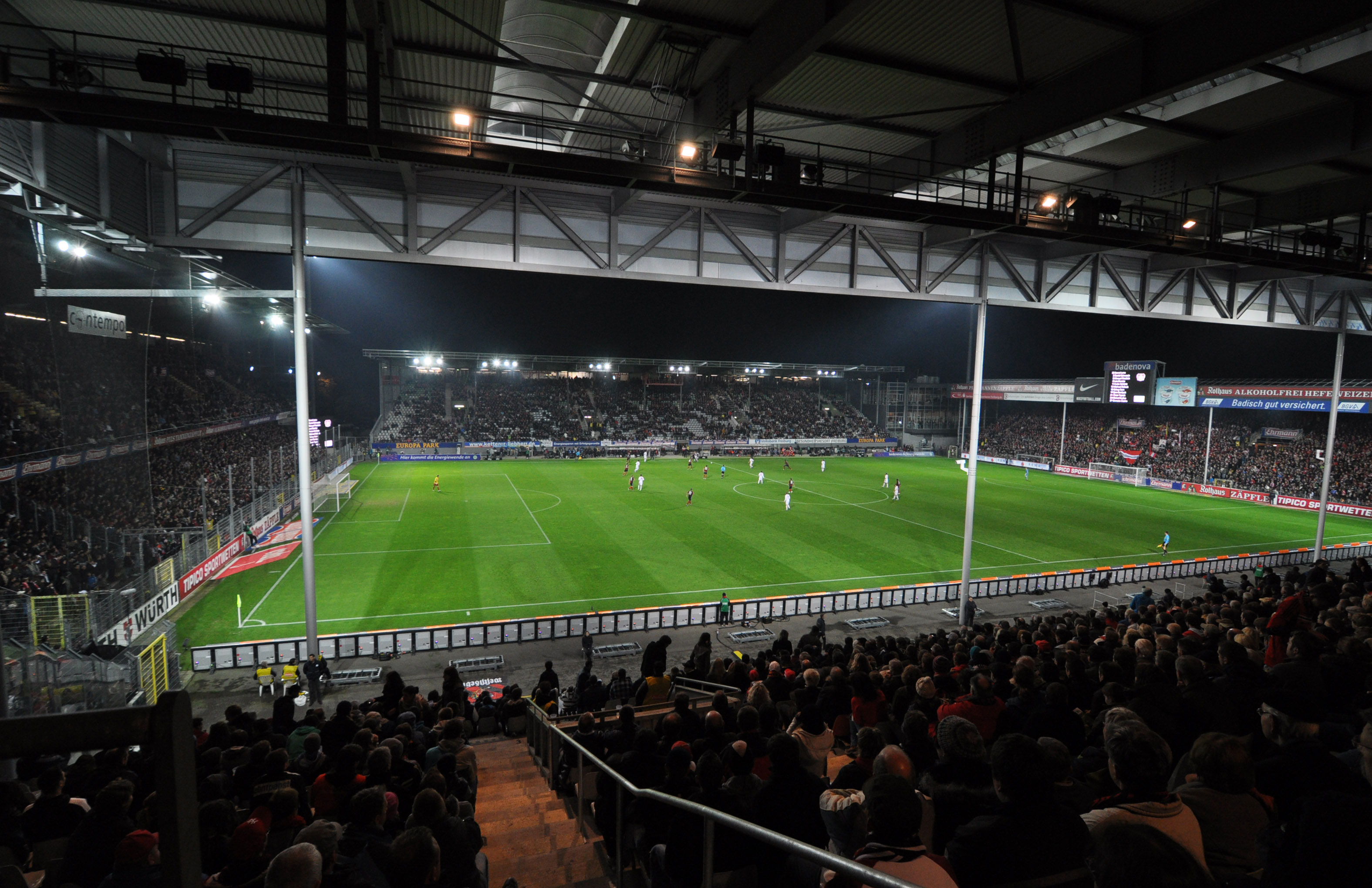
Dreisamstadion

- Dreisamstadion – stadion piłkarski

## Współpraca
Miejscowości partnerskie:

- Besançon (Francja)
- Granada (Hiszpania)
- Guildford (Wielka Brytania)
- Innsbruck (Austria)
- Isfahan (Iran)
- Lwów (Ukraina)
- Madison (Stany Zjednoczone)
- Matsuyama (Japonia)
- Padwa (Włochy)